# У Мэнчао
У Мэнчао (кит. 吴孟超; 31 августа 1922, Миньцин – 22 мая 2021, Шанхай) — китайский хирург и учёный-медик, специализировавшийся на хирургии печени и желчного пузыря, главным образом при раке печени. Академик Китайской академии наук. Делегат XIV съезда КПК.
Окончил Университет Тунцзи в 1949 году.  Был основателем и директором Клиники хирургии печени при Втором военно-медицинском университете. Считается «отцом китайской хирургии печени», в 2005 году президент Ху Цзиньтао наградил его Высшей государственной премией в области науки и техники, высшей научной наградой Китая. До выхода на пенсию, в 2018 году (в возрасте 96 лет), сделал 52 операции в качестве ведущего хирурга, что, возможно, сделало его старейшим практикующим хирургом.
Его именем названа Малая планета 17606 Wumengchao.